# Sybil Bauer
Pour les articles homonymes, voir Bauer.
Sybil Bauer, née le 18 septembre 1903 à Chicago et morte le 31 janvier 1927 à Chicago, est une nageuse américaine, spécialiste des courses de dos.

## Carrière
Elle est entraînée par William Bachrach.
Sybil Bauer remporte la seule épreuve féminine de dos des Jeux olympiques de 1924 qui se déroulent à Paris ; elle termine première de la finale du 100 mètres dos avec un temps de 1 min 23 s 2. Elle est titrée à onze reprises au niveau national, et bat des records du monde à 23 reprises.
Étudiante à l'Université Northwestern, elle fait aussi partie de l'équipe de basket-ball ainsi que de celle de hockey sur gazon.
Elle meurt en 1927 à l'âge de 23 ans d'un cancer, alors qu'elle doit se marier avec Ed Sullivan, qui n'est alors que journaliste sportif de Chicago.
Elle intègre l'International Swimming Hall of Fame en 1967.